# Arcozelo (Gouveia)
Arcozelo, também chamada de Arcozelo da Serra, é uma povoação portuguesa sede da Freguesia de Arcozelo do Município de Gouveia, freguesia com 24,02 km² de área e 1440 habitantes (censo de 2021), tendo, por isso, uma densidade populacional de 23,7 hab./km².
A sua tradição é vasta, sendo a agricultura uma das principais atividades. A pastorícia, que tão afamado nome deu ao queijo da Serra, encontra-se um pouco em decadência, existindo ainda vontade por parte de certos arcozelenses da continuação desta atividade. Com muitos vestígios arqueológicos espalhados, são de salientar o "Penedo dos Moiros" e a zona do "arrasado", esta com várias sepulturas antropomórficas.
Outro destaque vai para a realização de festividades religiosas, onde o orago é o de Nossa Senhora da Assunção, e festas como o São João e o São Pedro. Existe uma rivalidade latente entre estas duas festividades.

## Demografia
A população registada nos censos foi:
| Distribuição da População por Grupos Etários | Distribuição da População por Grupos Etários | Distribuição da População por Grupos Etários | Distribuição da População por Grupos Etários | Distribuição da População por Grupos Etários |
| -------------------------------------------- | -------------------------------------------- | -------------------------------------------- | -------------------------------------------- | -------------------------------------------- |
| Ano                                          | 0-14 Anos                                    | 15-24 Anos                                   | 25-64 Anos                                   | > 65 Anos                                    |
| 2001                                         | 79                                           | 84                                           | 387                                          | 308                                          |
| 2011                                         | 60                                           | 62                                           | 322                                          | 273                                          |
| 2021                                         | 49                                           | 59                                           | 244                                          | 218                                          |

## Património

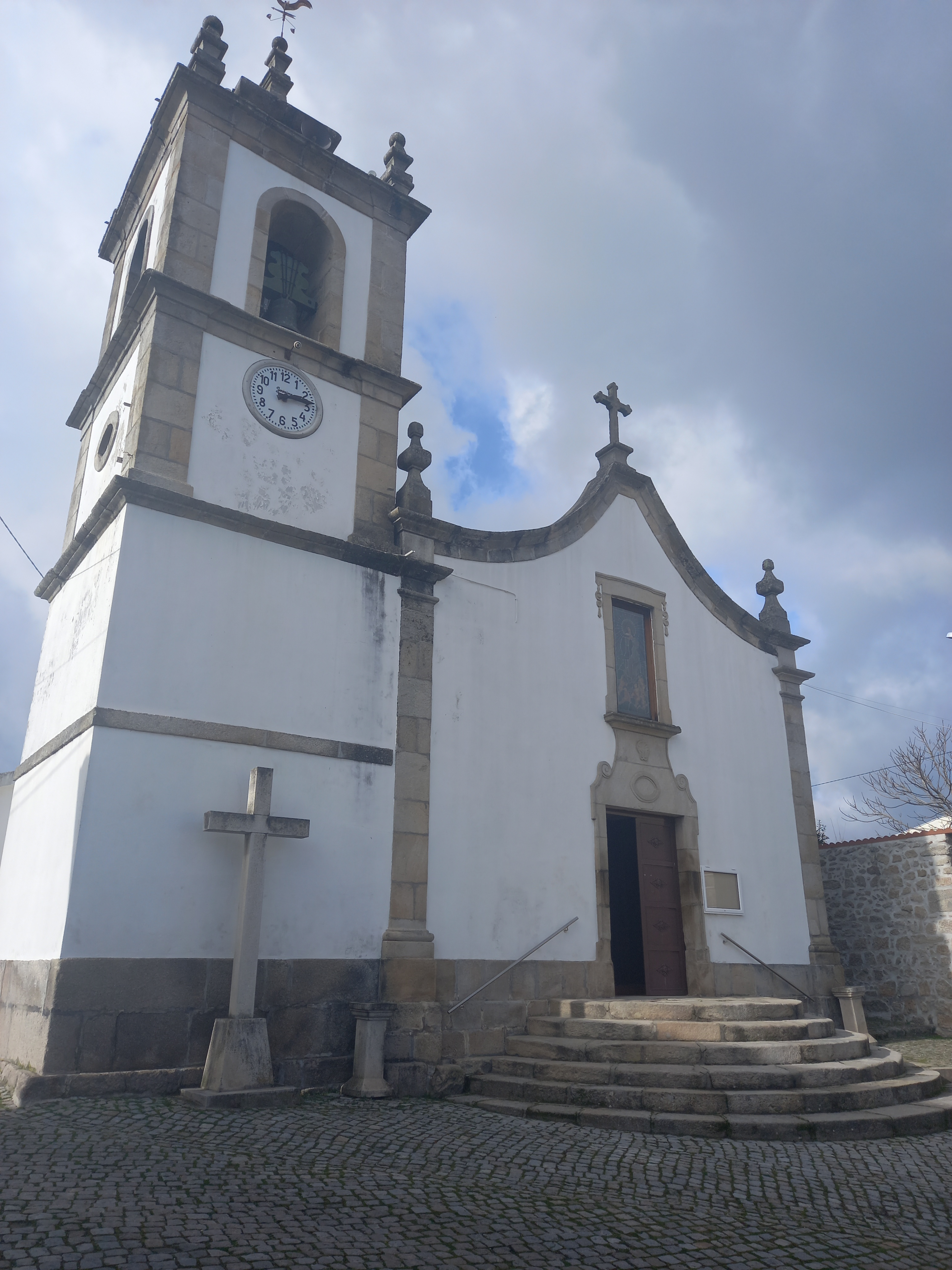
Igreja Matriz de Arcozelo da Serra

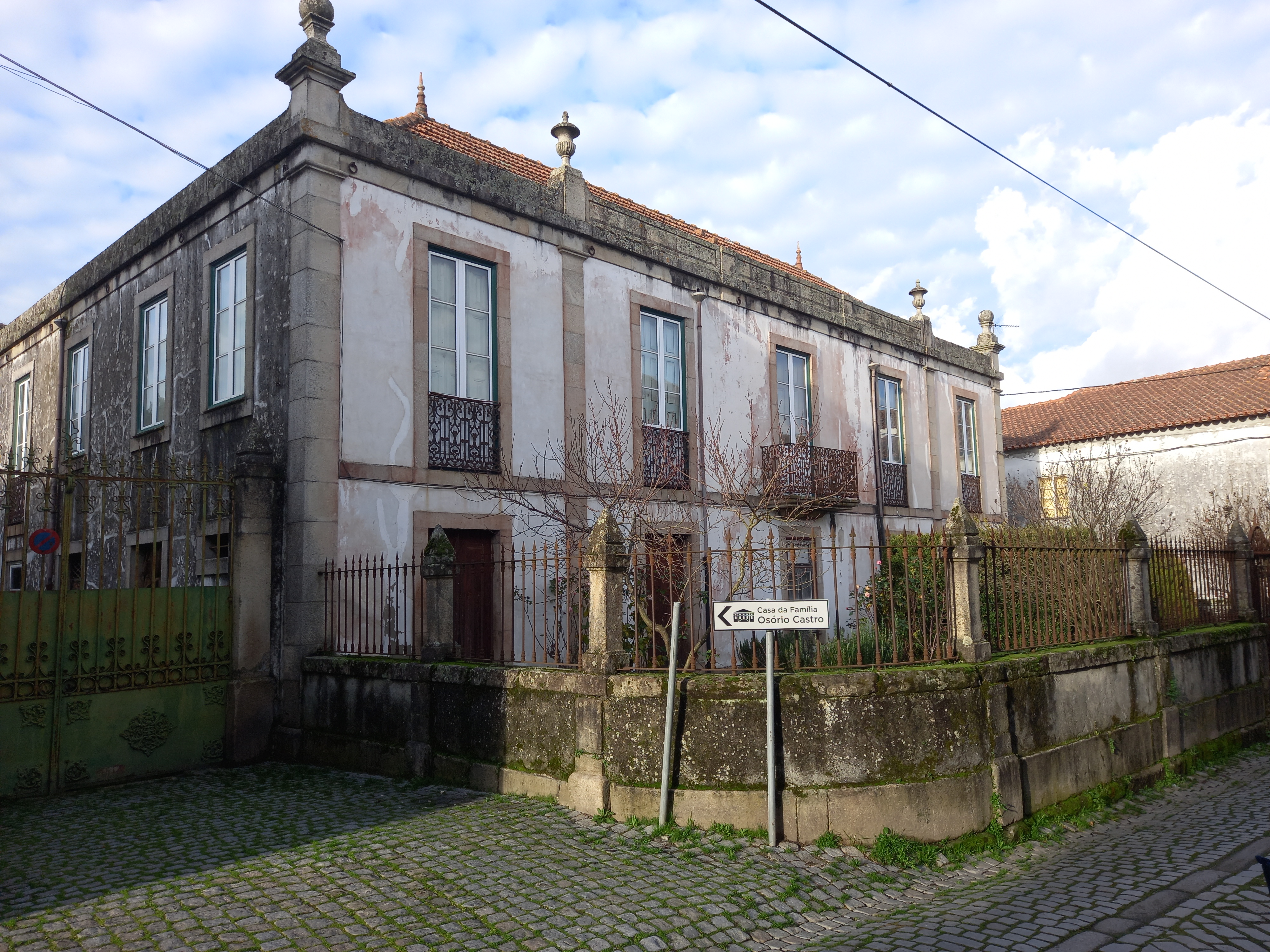
Casa da Família Osório Castro em Arcozelo da Serra, Gouveia

Destacam-se os seguimentos elementos do património
- Igreja Matriz de Arcozelo (Igreja de Nossa Senhora da Assunção);
- Capela de São Marcos;
- Capela de Santo António;
- Capela do Senhor do Calvário;
- Casa da Família Osório e Castro;
- Coreto de Arcozelo.

### Património arqueológico
- Penedos dos Mouros;
- Castro
- Povoação do Arrastado.

## Equipamentos
- Biblioteca Dr. Sílvio Gomes Henriques - Fundada para perpetuar o nome do professor de Ciências Naturais dali originário, a Biblioteca foi construída em 1976 pela esposa Maria Zilda Borja Santos. Para tal, reabilitou edifícios rústicos seus e o recheio é composto por milhares de volumes criteriosamente selecionados e adquiridos, também, a expensas próprias[8].
- Piscina;
- Escola Primária de Arcozelo da Serra;
- Junta de Freguesia de Arcozelo da Serra.

## Associativismo
- Grupo comunitário "As Greleiras";
- Banda Filarmónica Amizade de Arcozelo da Serra.

## Tradições
- Romaria das Ovelhas.